# Evas Story
Evas Story är ett konceptalbum av bandet Doktor Kosmos, som släpptes år 2000.

## Låtlista
1. Le Punkrocker
2. Borgarsvin
3. Länderna
4. På låtsas och på riktigt
5. Högstadiepersonerna
6. Push-up
7. Doktor Knark Is Back In The Town
8. Utbildningen
9. Söndag 26 oktober 1997
10. Alkoholen
11. Stoppa Valfriheten
12. Fight in the Night
13. Doktor Vänster